# Dornier Komet
Le Dornier Komet, également désigné Do C III, était un avion de transport monomoteur allemand.